# Giebelstadt
Giebelstadt é um município da Alemanha, situado no distrito de Würzburgo, no estado da Baviera. Tem 48,06 km² de área, e sua população em 2019 foi estimada em 5.538 habitantes.